# Ozarba bettina
Ozarba bettina là một loài bướm đêm trong họ Noctuidae.